# Cesare Bertoni
Cesare Bertoni (Cesena, 11 agosto 1886 – Lugano, 24 gennaio 1973) è stato un violinista italiano.
Allievo di Angelo Consolini al conservatorio di Bologna, si diplomò nel 1906. Nel 1914 si trasferì a Lugano, dove fondò la Scuola Superiore di violino. Suonò nel Quartetto luganese con Giorgio Garuti, Giuseppe Serra ed Elvino Ercolani.
In duo con la figlia Mariadele, pianista, suonò dal 1939 al 1946 alla Radio svizzera di lingua italiana.